# 16853 Masafumi
16853 Masafumi è un asteroide della fascia principale. Scoperto nel 1997, presenta un'orbita caratterizzata da un semiasse maggiore pari a 3,0977598 UA e da un'eccentricità di 0,1238957, inclinata di 2,19187° rispetto all'eclittica.